# 韦里耶
韦里耶（法語：Veyrier）是瑞士日内瓦州的一个镇，在日内瓦市区东南方，阿尔沃河左岸，萨莱夫山脚下。

## 地理
韦里耶总面积6.53平方公里，其中50.4%为建筑用地，33.2%为农业用地，13.8%林地，2.6%为荒地。
韦里耶分为平沙（Pinchat）、韦西（Vessy）和谢尔纳（Sierne）三个区域。邻接市镇分别有日内瓦州的卡鲁日、谢讷布日里、日内瓦、普朗莱乌特、托内、特鲁瓦内以及法国上萨瓦省的博赛和加蒂亚尔。

## 历史
早在西元前9世纪，萨莱夫山脚下的岩洞就成为人类的庇护所。此后，凯尔特的Allobroge人、罗马人以及阿拉曼人先后来到这一地区。5世纪时，勃艮第人在附近的卡鲁日一代建立宫殿，韦里耶的平沙森林（la forêt de Pinchat）成为宫廷取暖木材的重要来源。
中世纪时，韦里耶成为萨伏依公国的领土。宗教改革期间，萨伏依公国和日内瓦相互敌对。1589年7月22日，一场战斗在平沙森林展开，600名日内瓦人击退了6000名全副武装的萨伏依雇佣兵。后来，韦里耶又受到西班牙王位继承战争的波及，见证了法国、西班牙和萨伏依军队的经停过往。
伴随着拿破仑横扫欧洲的步伐，韦里耶被法国兼并。1816年，根据《都灵条约》，刚刚重归萨伏依的韦里耶被让与日内瓦，成为瑞士联邦的一部分。

## 人口
截至2009年底，韦里耶共有居民约9800人。人口密度约为每平方公里1509人。
下为1850年至2008年的人口增长图示：

## 外部連結
- （法文）韦里耶官方网站 （页面存档备份，存于）